# Jiří Vackář
Jiří Vackář (24. ledna 1919 Praha – 27. března 2004 Praha) byl významným odborníkem na poli slaboproudé techniky.

## Život
Po maturitě v roce 1938 pokračoval ve studiu na fakultě elektrotechnické v Praze, kde ale nedokončené studium musel ukončit po úrazu v listopadu 1939, ještě před uzavřením českých vysokých škol. Od roku 1942 pracoval v továrně na vysílače Radioslavia. Zkonstruoval zde středovlnnou anténu typu "bočníkově napájený monopól", která v některých případech nepotřebuje patní izolátor. Po válce pracoval na rekonstrukcích rozhlasových vysílačů v Čechách a na Slovensku a na vývoji jejich nových typů. Některá jeho zdokonalení byla uplatněna jako vynálezy a patenty.
Od konce roku 1952 vedl vývojovou skupinu, která měla do května 1953 postavit první televizní vysílač na Petříně. Tento úkol se mu podařilo včas splnit. Vysokoškolské vzdělání dokončil až v roce 1966 a v roce 1968 získal vědecký titul CSc. (kandidát věd). Na konci kariéry působil na Elektrotechnické fakultě ČVUT, Katedře elektrotechnologie.

## Nejznámější objev
Po osvobození publikoval Jiří Vackář svůj nejznámější objev, LC oscilátor s vysokou kmitočtovou stabilitou i při značném přelaďování. Těchto oscilátorů navrhl několik typů; označují se písmenem V a číslicí udávající rok zveřejnění.
Prvním byl oscilátor V45, poté následoval nejznámější V47, užívaný i radioamatéry. Existují i další zapojení jako V57, V50, V56.
Hlavní myšlenkou Vackářových oscilátorů bylo kompenzovat závislost jakosti cívky rezonančního obvodu na kmitočtu při přelaďování oscilátoru. Tím způsobená změna náhradního ztrátového odporu Ro byla ve Vackářových oscilátorech kompenzována změnou dělicího poměru p1 a p2 vazebních prvků. Šlo o to, aby součin p1 a p2 měl stejnou frekvenční závislost jako frekvenční závislost Ro. Tuto techniku se snažil dotáhnout do dokonalosti a při výstavbě televizní sítě v ČSSR se podílel na stavbě vysoce přesných a přeladitelných LC oscilátorů televizních i rozhlasových vysílačů. Cílem bylo u přelaďovaného budiče nahradit křemenným výbrusem (krystalem) řízenou frekvenční syntézu přeladitelným LC oscilátorem, občasně kontrolovaným pomocí čítače. Taková soustava vykazovala při stavu techniky 60. let vyšší provozní spolehlivost.
V pozdější době se J. Vackář věnoval psaní odborných knih pro střední školy, dále byl členem redakce Amatérského rádia. V roce 1990 vydal svoji poslední publikaci, Amatérskou měřící techniku.
V současné době se již jím navržené oscilátory samostatně uplatňují jen na poli radioamatérství. Dnes se řeší kmitočtově stabilní oscilátor pomocí frekvenční syntézy (např. PLL), kde je použit jako kmitočtová reference krystalový oscilátor, přeladitelný oscilátor Vackářova typu lze ovšem použít i zde, jako blok VCO.

## Činnost v církvi
Kromě své technické činnosti byl aktivní také v katolické podzemní i oficiální církvi, zabýval se teologickými tématy a významně se podílel na založení a činnosti České křesťanské akademie.